# Eşmeyazı, Kars
Eşmeyazı là một xã thuộc thành phố Kars, tỉnh Kars, Thổ Nhĩ Kỳ. Dân số thời điểm năm 2010 là 721 người.